# Жуља (Мостар)
Жуља је насељено мјесто у граду Мостару, Федерација БиХ, Босна и Херцеговина. Према попису становништва из 1991. године у насељу је живјело 293 становника. До потписивања Дејтонског мировног споразума, насеље се налазило у саставу општине Невесиње.

## Становништво
| Националност       | 2013.     | 1991.        | 1981.        | 1971.      | 1961. |
| Муслимани          | 22 (100%) | 291 (99,32%) | 322 (99,69%) | 306 (100%) |       |
| Срби               | –         | –            | 1 (0,310%)   | –          |       |
| остали и непознато | –         | 2 (0,683%)   | –            | –          |       |
| Укупно             | 22        | 293          | 323          | 306        | '     |

| Демографија | Демографија | Демографија |
| Година      | Становника  | Становника  |
| ----------- | ----------- | ----------- |
| 1971.       | 306         |             |
| 1981.       | 323         |             |
| 1991.       | 293         |             |
| 2013.       | 22          |             |